# Acragas miniaceus
Acragas miniaceus är en spindelart som beskrevs av Eugène Simon 1900. 
Acragas miniaceus ingår i släktet Acragas och familjen hoppspindlar. Inga underarter finns listade i Catalogue of Life.